# Dromos (Korridor)

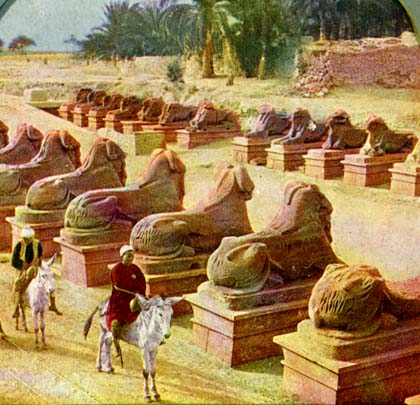
Dromos in Karnak

Dromos (altgriechisch δρόμος ‚Lauf‘, ‚Gang‘; plur. Dromoi) bezeichnet in der Archäologie und Architektur einen Gang oder Korridor, der zu einem Raum führt, häufig eine Grabkammer. In der Ägyptologie wird Dromos auch als Begriff für den oft von Sphingen gesäumten, straßenartigen Zugang zu einem Tempel verwendet (auch als Sphingenallee bezeichnet).

## Beispiele

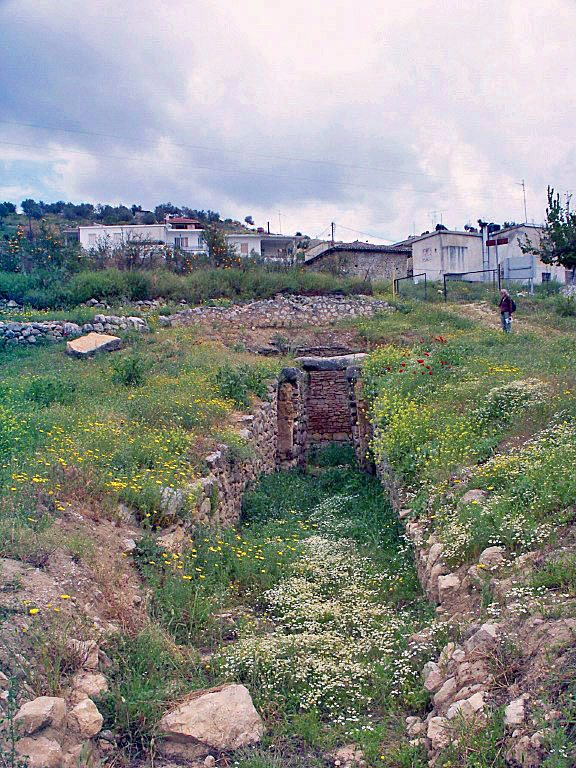
Dromos zum Kuppelgrab von Dendra

- Der Dromos des Nektanebos I. liegt vor dem Amonstempel in Karnak.
- Dromos vor dem Heiligtum der Isis in Dendera.
- Das zwischen 1300 und 1250 v. Chr. erbaute mykenische Kuppelgrab außerhalb der Stadt Mykene, an der Straße zur Burg (Schatzhaus des Atreus, Grab des Agamemnon) weist einen 36 m langen Dromos auf.
- Kuppelgrab von Orchomenos, das so genannte „Schatzhaus des Minyas“
- Kuppelgrab von Dendra
- In der Nekropole von Salamis auf Zypern wurden in den Dromoi der Königsgräber Bestattungen und Beigaben gefunden: Menschliche Skelettresten im Grab 2 und zwei Pferdegespanne im Grab 3. Auch Gefäße mit Öl und Honig sowie Kessel und Möbel wurden gefunden.
- Auch die Etrusker kannten Dromoi. Die Necropole di Monterozzi liegt weit außerhalb des Stadtareals von Tarquinia. Die unterirdischen Grabhäuser, annähernd 8000 sind bekannt, mit den steil abfallenden Dromoi sind aus dem Stein herausgearbeitet.
- Auf Sardinien weisen die  Felskammern der Nuraghenkultur Dromoi auf. Besonders eindrucksvoll ist der 16 m lange Dromos einer der Anlagen von Santu Pedru, bei Alghero. Aber auch die Anlagen von Filigosa bei Macomer und die Domus de Janas von Littos Longos bei Ossi besitzen beachtliche Dromoi.
- In Portugal hat zum Beispiel Alapraia (Gruta 1) aus der Felskuppelgrab-Nekropole bei Estoril einen 13 m langen aus dem Fels gehauenen Dromos.
- In Iran die achaemenidischen Felsgräber, zum Beispiel bei dem unvollendeten Felsgrab in Persepolis.